# Miquel Àngel Coll Canyelles
Miquel Àngel Coll Canyelles (Santa Eugènia, 12 de setembre de 1983) és un polític mallorquí, afiliat al Partit dels Socialistes de les Illes Balears (PSIB) des de l'any 2004. Llicenciat en pedagogia, ha estat regidor de l'Ajuntament de Santa Eugènia i diputat al Parlament de les Illes Balears. Ha estat Secretari General de l'Agrupació Socialista de Santa Eugènia i Vicesecretari General de les Joventuts Socialistes de les Illes Balears. Va ser secretari d'organització de la Federació Socialista de Mallorca des del 2008 fins al 2012. Actualment, és el Secretari de Formació i Coordinació Territorial de la Federació Socialista de Mallorca i conseller insular del Consell de Mallorca, on és portaveu del grup socialista. Com a diputat durant la legislatura 2007–2011, l'any 2010 va qüestionar l'interès periodístic de l'entrevista a IB3 Televisió de l'expresident Jaume Matas. Amb motiu de les eleccions generals espanyoles de 2011, Coll va ser coordinador electoral del PSIB-PSOE.